# بحيرة شاطئة

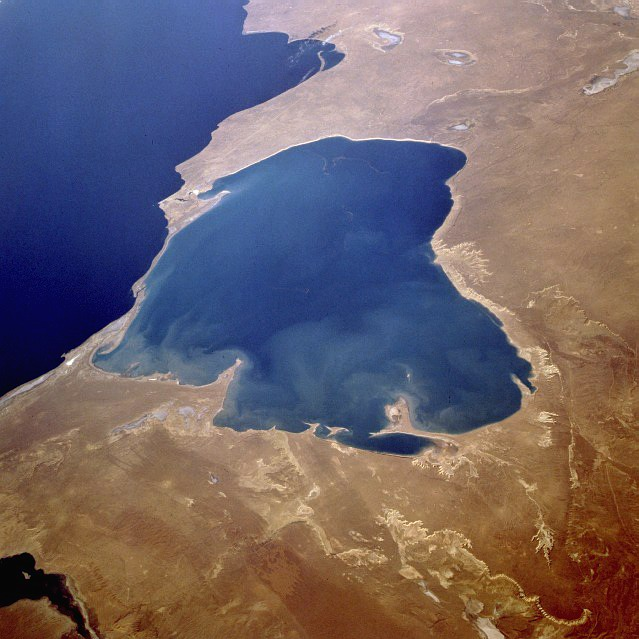
بحيرة Garabogazköl الشاطئة في تركمانستان

البُحَيْرةُ الشاطِئَة أو البحيرة الشاطئيّة أو اللاجون بحيرة ملحة ضحلة تحاذي مياه البحر وكثيراً ما تتصل به. تنقسم البحيرات الشاطئة عادة إلى بحيرات ساحلية وبحيرات مرجانية. كما تم تحديدها على أنها تحدث على السواحل المختلطة من الرمال و الحصى. يوجد تداخل بين المسطحات المائية المصنفة على أنها بحيرات ساحلية ومسطحات مائية مصنفة على أنها مصبات الأنهار. البحيرات الشاطئة هي معالم ساحلية شائعة حول أجزاء كثيرة من العالم.